# 戦略 (ルトワック)
『戦略』(Strategy: The Logic of War and Peace)は、1987年刊行のエドワード・ルトワックによる戦略研究の著作である。

## 概要
ルトワックは戦略国際問題研究所に上級顧問として勤務するアメリカの戦略家であり、本書は彼の戦略理論をまとめたものである。戦略の逆説的論理などに関する現代の戦略研究の業績が示されており、古典的著作として米国やヨーロッパで本書は広く参照されている。本書の構成は第1部戦略の論理(The Logic of Strategy)、第2部戦略の水準(The Leverl of Strategy)、第3部結果(Outcome: Grand Strategy)の三部から成り立っている。
ルトワックによれば戦争においてはしばしば逆説(Paradox)が働いていると考えられる。例を挙げれば、目標地点に向かう接近経路の選定の問題において一般的には最短距離の道路が選択されるものであるが、戦争においては敵情に応じては迂回することになる悪路を選択すべき状況が考えられる。なぜならば敵の行動を考えれば前者の方が敵の警戒や防備が十分である可能性がある一方で、後者の方を選択すれば奇襲する可能性があるためである。このような逆説は戦争の本性として認められるものであり、平和維持活動に対しても適用できる。ルトワックは改訂版の本書で紛争の休戦を助けるよりも、むしろ両勢力のどちらかが完全に打倒されることで最終的な平和が確立されるものであると主張を展開している。
戦略の構造についてルトワックは技術(Technical Level)、戦術(Tactical Level)、作戦(Operational Level)、戦域戦略(Theater Strategy)、大戦略(Grand Strategy)の垂直的な水準と軍事以外の戦争手段である外交、プロパガンダ、経済力、情報などの水平的な水準があり、この五つの垂直的水準と水平的水準の相互作用の調和(Harmony)が重要だと指摘している。したがって大戦略から技術に至るまで完全な優位にあったとしても、また軍事力のみが優れていたとしても、全体としての調和が成り立ったっていなければ戦争に勝利することはできないと論考している。

## 翻訳
本書は、フランス語、ドイツ語、イタリア語、ロシア語、トルコ語、エストニア語、中国語、朝鮮語に翻訳され、日本語訳のものは2014年に出版された。